# Poivre
Poivre is een atol van de Amiranten, dat bij de Seychellen hoort. Het ligt 270 km ten zuidwesten van Mahé. Samen met de kleine buureilandjes South Island en Florentine wordt het gezien als de belangrijkste atol van de Amiranten.
Poivre is (zoals veel eilandjes van de Seychellen) in privébezit. Op aanvraag kan het wel door kleine groepen bezocht worden. Overnachten is niet mogelijk voor toeristen.

## Geschiedenis
Poivre dankt zijn naam aan Pierre Poivre, de eerste gouverneur van Mauritius. Pierre Poivre dacht dat de plantages op Mauritius en de Seychellen zoveel specerijen zouden voortbrengen dat er zelfs geconcurreerd zou kunnen worden met Oost-Indië en Europa.